# Hogna deweti
Hogna deweti Roewer, 1959 è un ragno appartenente alla famiglia Lycosidae.

## Caratteristiche
I cheliceri hanno tre denti posteriormente e altrettanti nella parte terminale.
L'olotipo maschile rinvenuto ha lunghezza totale è di 9mm; la lunghezza del cefalotorace è di 4,0mm; e quella dell'opistosoma è di 5,0mm.

## Distribuzione
La specie è stata reperita nel Sudafrica centrale: nei pressi di Capland, località degli altopiani stepposi del Karoo appartenenti alla Provincia del Capo Settentrionale.

## Tassonomia
Al 2017 non sono note sottospecie e dal 1959 non sono stati esaminati nuovi esemplari.